# Pedagogía cibernética
La pedagogía cibernética consiste en el control de los procesos cognitivos de los estudiantes durante su proceso de instrucción. Esta se apoya en teoría de la cibernética, y en algunas ideas y conceptos surgidas de la matemática, conocidas como Algoritmo y Heurística, y que coadyuva en la solución de problemas y la creatividad.
El Algoritmo, desde el punto de vista de la Cibernética, son los estados estables del proceso de autoorganización del cerebro, y la Heurística sería un estado nuevo alcanzado por realimentación positiva. Es un tipo de metacognición, con el que sea analiza el propio pensamiento para alcanzar un nuevo y mejor estado de comprensión, y para la solución de problemas. 
La cibernética en la educación tiene como objeto de estudio a aquellos sistemas que se caracterizan por el procesamiento, almacenamiento y transmisión de la información, estos sistemas se conocen también como sistemas cibernéticos. Existe una estrecha relación entre el comportamiento de estos sistemas y los procesos de toma de decisiones, dado que en principio estas últimas constituyen el resultado de procesos en que el papel protagónico lo juega la información. Es evidente que la toma de decisiones está indisolublemente ligada a los procesos de dirección, otra de las vertientes importantes del saber cibernético.
En la Pedagogía Cibernética, el control no es rígido y unidireccional del profesor al estudiante, ya que este último tiene un papel activo a partir de sus propias experiencias y elecciones. Hay una especie de autodidactismo en que debe haber un espacio para la creación mental. Esto porque esta pedagogía se basa en la teoría de la cibernética: el estudio del flujo de información y que regula un sistema en una cierta dirección, que en nuestro caso es entre el alumno y el profesor (pero que también en la dirección inversa, estudiando las respuestas del alumno, y aprendiendo de él), para el control del aprendizaje.
Intenta ser un método eficiente en trasmitir el conocimiento, regulando el aprendizaje por medio de algoritmos, y buscando que sea el mismo alumno quien termine controlando este proceso. El profesor solo intenta organizar las condiciones externas para que el alumno aprenda participando activamente del proceso de aprendizaje. El objetivo final es que sea el propio alumno el que finalmente controle su propio aprendizaje: que aprenda a pensar, y a aprender por el mismo. Cuanto más rápido sea alcanzado este objetivo, es mejor.
Pero el objetivo no solo es transmitir conocimiento, sino que también “actitudes, responsabilidad, bondad”…“hábitos rigurosos para el desarrollo especifico de todo tipo de actividades (lectura, escritura, cálculos aritméticos, la solución de varios tipos de problemas prácticos e intelectuales).”
Esta pedagogía no sustituye a la Pedagogía tradicional, pero la hace posible, ya que es tener el conocimiento de algo, no implica su correcta aplicación, como acontece con cualquier área del conocimiento (mismo en la Pedagogía). 
Èsta ya ha mostrado su eficacia en diversa áreas educativas como en geometría, gramática, ortografía de su idioma en Rusia, y los resultados que obtuvieron fueron muy alentadores, según sus propias palabras:

Los resultados fueron óptimos. Escolares que habían estudiado geometría durante dos años y medio sin haber aprendido a resolver problemas, luego de un breve aprendizaje de algoritmos especiales, revelaron de pronto aptitudes para las matemáticas. A partir de ese momento, resolvían sin dificultades la mayor parte de los problemas que antes constituían un escollo para ellos. En cuanto a los que ya lo resolvían bien, ni bien aplicaron las nuevas reglas, mejoraron aún más su comprensión.

También se ha desarrollado algoritmo para la solución de problemas en Física y Matemática.

## Cibernética y Pensamiento Complejo
La Heurística, es un método metacognitivo,  es decir una cibernética de segundo orden, ya que por medio de él manejamos los algoritmos, y de ser necesario, los creamos, a través de su conocimiento de su aplicabilidad, de su alcance y limitaciones, buscamos mejorarlos, ampliarlos o crear nuevos.
El Pensamiento Complejo de Edgar Morin es también un método cibernético de segundo orden, aunque de más largo alcance que el Heurístico, ya que, por una parte, intenta evitar lo que considera la ceguera del conocimiento: el error y la ilusión. En sus propias palabras:

Es muy diciente el hecho de que la educación, que es la que tiende a comunicar los conocimientos, permanezca ciega ante lo que es el conocimiento humano, sus disposiciones, sus imperfecciones, sus dificultades, sus tendencias tanto al error como a la ilusión y no se preocupe en absoluto por hacer conocer lo que es conocer.

Es necesario introducir y desarrollar en la educación el estudio de las características cerebrales, mentales y culturales del conocimiento humano, de sus procesos y modalidades, de las disposiciones tanto síquicas como culturales que permiten arriesgar el error o la ilusión.

Por la otra, también incluye el conocimiento y filosofía de  Sistema complejo, para el entendimiento y actuación en un mundo complejo, en una unidad interactiva entre las partes y el todo, donde ninguna es más fundamental que la otra,  porque en las partes esta el todo, y en el todo, las partes, en unidad indivisible y dinámica. Como él mismo dice:

La supremacía de un conocimiento fragmentado según las disciplinas impide a menudo operar el vínculo entre las partes y las totalidades y debe dar paso a un modo de conocimiento capaz de aprehender los objetos en sus contextos, sus complejidades, sus conjuntos.

De acuerdo con todo esto el aprendizaje es un proceso activo y reflexivo, que al mudar nuestro medio, muda su interior (pensamientos, ideas, conceptos), en un proceso de retroalimentación; la investigación y el aprendizaje son indisociables, por este ciclo de conocimiento. Se aprende modificando el medio exterior, pero también nuestras ideas y teorías, con el error y la corrección, con la práctica y  la experimentación, que nos aproximan a la realidad. 

## Cibernética Pedagógica e Inteligencia Colectiva
Las nuevas Tecnologías de la información y comunicación del siglo XXI, en especial el internet, abre la posibilidad de poder llevar una verdadera educación (en su sentido más profundo) con la  educación a distancia, para todos. Mas estas no son una mera herramienta tecnológica, ya que implica una nueva manera de relacionarse y aprender. El uso de los hipertextos en internet posibilita la participación de todos en la creación, acceso y distribución del conocimiento, de una manera no lineal: en red. Permite con esto evitar una jerarquía, y por tanto, alguien que controle o domine el conocimiento y el aprendizaje, lo que lo imposibilita, de acuerdo a la idea de la Educación Libertaria. Hace posible así, la creación del conocimiento con la participación activa del aprendiente de acuerdo a la teoría del  Constructivismo de Jean Piaget y Lev Vygotski (1896-1934), a una escala mayor, y con mayor profundidad al de la escuela tradicional. 
Posibilita así, la creación de una inteligencia colectiva, de acuerdo a la idea de Pierre Lévy, donde se intercambia y crea conocimiento:

La red es, ante todo, un instrumento de comunicación entre las personas, un lazo virtual en que las comunidades auxilian a sus miembros a aprender lo que quieren saber. Los dados no representan sino la materia prima de un proceso intelectual e social vivo, altamente elaborado. En fin, toda inteligencia colectiva del mundo jamás dispensará la inteligencia personal, el esfuerzo individual y el tiempo necesario para aprender, investigar, evaluar e integrarse a las diversas comunidades, sean ellas virtuales o no. La red jamás pensará en su lugar, quédese tranquilo.

Por otra parte: 

En ese referencial, el aprendizaje es un proceso de metamorfosis permanente, en el cual se respeta la identidad cognitiva del sujeto, pero la construcción y producción del conocimiento es creativa y colectiva y será siempre transformada por intermedio de otro, desplazando el eje de lo cuantitativo para lo cualitativo, rompiendo así con las corrientes psicométricas, que se preocupaban por la medición de la inteligencia para preocuparse con el saber.  La énfasis cambia de eje, del cómo se enseña para el cómo se aprende mediado por la informática, por los instrumentos de comunicación sofisticados y por las imágenes interactivas, posibilitando la implicación hombre/máquina.

Todo esto podría hacernos evolucionar de una actual Sociedad de la información y del conocimiento, a una Sociedad Aprendiente.

## Lecturas Adicionales
- Pierre Lévy
- Edgar Morin
- Aura Celeste Santana Cunha
- Paulo Da Silva Quadros